# أطلس جينوم السرطان
أطلس جينوم السرطان (بالإنجليزية: The Cancer Genome Atlas أو TCGA)‏ هو مشروع بدأ في عام 2005 لفهرسة الطفرات الجينية المسئولة عن مرض السرطان وذلك باستخدام تقنيات تحليل الجينوم فائقة الإنتاجية بالإضافة إلى وسائل البيولوجيا الحاسوبية لتحسين قدرتنا على تشخيص المرض وعلاجه، والوقاية منه من خلال فهم أفضل للأساس الوراثي لهذا المرض.
يشرف على هذا المشروع كلاً من معهد القومي للسرطان  NCI و  المعهد القومي لأبحاث الجينوم البشري  (NHGRI) بتمويل من قبل الحكومة الأمريكية. خلال المرحلة التجريبية للمشروع، والتي بدأت من عام 2006 لمدة ثلاث سنوات، تم توصيف ثلاثة أنواع من السرطانات البشرية: الورم أرومي دبقي متعدد الأشكال وسرطان الرئة، وسرطان المبيض. امتدت المرحلة الثانية، لتوصيف الجيني ل 33 نوعاً من السرطانات بما في ذلك 10 سرطانات نادرة الحدوث بحلول عام 2014. ينقسم التمويل بين مراكز توصيف الجينوم (GCCs)، والتي تقوم بتسلسل الجينوم ومراكز تحليل البيانات (GDACs)، التي تؤدي التحليلات المعلوماتية الحيوية.
انطلق المشروع في البداية لجمع وتوصيف 500 عينة مريض ، أكثر من معظم دراسات الجينوم في ذلك الوقت ، واستخدم مجموعة متنوعة من التقنيات الجزيئية المختلفة. تضمنت التقنيات تنميط التعبير الجيني ، وتنميط تباين رقم النسخ ، والتنميط الجيني SNP ، وتنميط مثيلة الحمض النووي على نطاق واسع للجينوم ، وتنميط الرنا الميكروي ، وتسلسل الإكسون. مع قيود التكنولوجيا الناشئة والتكاليف في بداية المشروع ، تم تنفيذ العديد من التقنيات القائمة على المصفوفة وتسلسل الجينات المستهدف المحدود. خلال المرحلة II ، تمكن أطلس جينوم السرطان TCGA من البدء في تنفيذ تسلسل كامل للإكسوم ، والنسخ الكامل transcriptome sequencing في جميع الحالات ، وتسلسل الجينوم الكامل على 10 ٪ من الحالات المستخدمة في المشروع.

## الأهداف
كان الهدف من المشروع التجريبي لأطلس جينوم السرطان هو إنشاء بنية تحتية لجمع ، وتوصيف جزيئي ، وتحليل 500 نوع من أنواع السرطان والضوابط المتطابقة. تطلب العمل تعاونًا مكثفًا بين فريق من العلماء من مختلف المؤسسات وتقييم التقنيات المتعددة المزدهرة عالية الإنتاجية. لم يكن أطلس جينوم السرطان TCGA متطلعا في إنتاج بيانات جينومية عالية الجودة فحسب وذات مغزى بيولوجي ، بل كان غرضه أيضًا إتاحة هذه البيانات مجانًا لمجتمع أبحاث السرطان.
تم استكشاف ثلاثة أنواع من الأورام خلال المرحلة التجريبية، ورم أرومي دبقي متعدد الأشكال (GBM) وسرطان غدي مبيض عالي الدرجة ، وسرطان الرئة الحرشفية. بعد نجاح المرحلة التجريبية وسعت المجموعة القائمة على انتاج الأطلس جهودها لتوصيف أنواع السرطان الإضافية وتوفير مجموعة بيانات جينية غنية وكبيرة لاكتشاف المزيد من أبحاث السرطان.

## الإدارة
شارك في إدارة أطلس جينوم السرطان علماء ومديرون من المعهد الوطني للسرطان (NCI) والمعهد القومي لأبحاث الجينوم البشري (NHGRI). مع توسع الأطلس من المرحلة التجريبية إلى المرحلة الثانية في أكتوبر 2009 ، أنشأ المعهد الوطني للسرطان مكتب برنامج الأطلس للمساعدة في إدارة المشروع. يشغل الدكتور "جان كلود زينكلوسن" منصب مدير المكتب منذ أغسطس 2013.
كان مكتب برنامج أطلس جينوم السركان TCGA مسؤولاً عن تشغيل 6 مراكز لتوصيف الجينوم ، و7 مراكز لتحليل الجينوم ، والمورد الأساسي للعينات الحيوية ، ومركز تنسيق البيانات ، وما يقرب من ثلث التسلسل الذي تم إجراؤه للمشروع بواسطة مراكز تسلسل الجينوم الثلاثة. بالإضافة إلى ذلك كان مكتب مشروع الأكلس مسؤولاً عن تنسيق تجميع الأنسجة لـلأطلس. أدارت الدكتورة "كارولين هوتر" ، مديرة المشروع في المعهد القومي لأبحاث الجينوم البشري ، ثلثي التسلسل في مراكز تسلسل الجينوم.
أعضاء من المعهد الوطني للسرطان NCI وفرق من NHGRI ، جنبًا إلى جنب مع المحققين الرئيسيين الممولة من المشروع شكلوا اللجنة التوجيهية. تم تكليف اللجنة التوجيهية بالإشراف على الصلاحية العلمية للمشروع ، بينما عمل الفريق الإداري للمعهد الوطني للسرطان /و المؤسسة الوطنية لحقوق الإنسان على ضمان تحقيق التقدم العلمي وأهداف المشروع، واكتمال المشروع في الوقت المحدد وفي حدود الميزانية المحددة. واشترك مختلف المشاركون في المشروع في التعاون مع بعضهم البعض.

## تجميع الأنسجة
تختلف متطلبات الأنسجة من نوع الأنسجة إلى نوع السرطان . ساعد خبراء الأمراض من مجموعات العمل المعنية بالمرض في المشروع على تحديد خصائص عينات الأنسجة النموذجية المجمعة على أنها "معيار الرعاية" في الولايات المتحدة وكيف يمكن لأطلس جينوم السرطان TCGA الاستفادة بشكل أفضل من الأنسجة. على سبيل المثال ، قررت مجموعة عمل أمراض الدماغ ، أن العينات التي تحتوي على أكثر من 50٪ نخر لن تكون مناسبة للأطلس و 80٪ من نوى الورم مطلوبة في الجزء القابل للحياة من الورم. اتبع المشاركون في الأطلس بعض الإرشادات العامة كنقطة انطلاق لجمع عينات من أي نوع من الورم ، بما في ذلك 200 مليجرام في الحجم على الأقل ، وما لا يقل عن 80٪ من نوى الورم ومصدر مطابق للحمض النووي DNA (مثل الدم أو الحمض النووي المنقى). بالإضافة إلى ذلك طُلب من المؤسسات التي تقدم الأنسجة إلى أطلس جينوم السؤطان تضمين الحد الأدنى من مجموعة البيانات السريرية على النحو المحدد من قبل مجموعة عمل المرض ، والموافقات الموقعة التي تمت الموافقة عليها من قبل مؤسستهم ، وكذلك اتفاقية نقل المواد مع أطلس جينوم السرطان.
في عام 2009 ، أزال المعهد القومي للسرطان NCI ما يقرب من 130 مليون دولار من ARRA من "العقد الرئيسي" لـ NCI مع Science Applications International Corporation (SAIC) لتمويل تجميع الأنسجة ومجموعة متنوعة من الأنشطة الأخرى من خلال مكتب الاستحواذ للمعهد القموي للسرطان . كان مبلغ 42 مليون دولار متاحًا لتجميع الأنسجة من خلال NCI باستخدام "طلبات عروض الأسعار" (RFQs) و "طلبات العروض" (RFPs) للقيام بطلبات أوامر الشراء والعقود على التوالي. تم استخدام طلبات عرض الأسعار بشكل أساسي لجمع العينات بأثر رجعي من البنوك القائمة بينما تم استخدام طلبات تقديم العروض لجمع العينات المحتملة. انتهى أطلس جينوم السرطان TCGA من جمع العينات في ديسمبر 2013 ، باستخدام ما يقرب من 20.000 عينة حيوية.
تم الدفع للمؤسسات التي ساهمت بالعينات في TCGA ، واكتسبت وصولًا مسبقًا إلى البيانات الجزيئية التي تم تكوينها على عيناتها ، مع الحفاظ على الرابط بين المعرف الفريد لأطلي جينوم السرطان والمعرف الفريد الخاص بها. سمح هذا للمؤسسات المساهمة بالرجوع إلى البيانات السريرية لعيناتها والدخول في تعاون مع مؤسسات أخرى لديها بيانات مماثلة على عينات الأطلس ، وبالتالي زيادة قدرة تحليل النتائج.

## التنظيم
قامت إدارة أطلس جينوم السرطان TCGA بإدارة عدد من الأنواع المختلفة من المراكز التي تم تمويلها لتوليد وتحليل البيانات. كان مشروع هذا الأطلس أول مشروع جينوم واسع النطاق تم تمويله من قبل المعاهد الوطنية للصحة ليشمل موارد مهمة لاكتشاف المعلومات الحيوية. خصص المعهد القومي للسرطان 50٪ من الأموال التي خصصتها إدارة الأطلس ، أي ما يقرب من 12 مليون دولار في السنة ، لتمويل اكتشاف المعلومات الحيوية. قامت مراكز توصيف الجينوم ومراكز تعيين تسلسل الجينوم بتوليد البيانات. استخدم مركزان منفصلان لتحليل بيانات الجينوم لاكتشاف المعلومات الحيوية. تم تمويل مركزين لعزل الجزيئات الحيوية من عينات المرضى وتم تمويل مركز واحد لتخزين البيانات. و تطور سير العمل هذا على مر السنين ولا يُعرف باسم مصدر توصيف الجينوم الخاص بـالمعهد القومي للسرطان.

## مراكز تعيين تسلسل الجينوم
تم تمويل ثلاثة مراكز لتسلسل الجينوم (GCCs) بالاشتراك مع المعهد القومي للسرطان NCI و المعهد القومي لأبحاث الجينوم البشري NHGRI ، ومعهد برود ، ومعهد ماكدونيل للجينوم في جامعة واشنطن ، وكلية بايلور للطب. تحولت مراكز التسلسل الثلاثة هذه من تسلسل Sanger إلى تسلسل الجيل التالي (NGS). تم اختبار وتنفيذ مجموعة متنوعة من تقنيات NGS في وقت واحد.

## مراكز توصيف الجينوم
قام المعهد الوطني للسرطان بتمويل 7 مراكز لتوصيف الجينوم: معهد برود ، هارفارد ، جامعة نورث كارولينا ، مركز إم دي أندرسون للسرطان ، معهد فان أنديل ، كلية بايلور للطب ، ومركز كولومبيا البريطانية للسرطان.

## مركز تنسيق البيانات
كان مركز تنسيق البيانات (DCC) هو المستودع المركزي لبيانات أطلس جينوم السرطان . كما كان مسؤولا عن مراقبة جودة البيانات التي تدخل قاعدة بيانات الأطلس. حافظ مركز تنسيق البيانات أيضًا على بوابة بيانات الأطلس ، والتي كانت بحيث يمكن للمستخدمين الوصول إلى بيانات معالجة أطلس جينوم السطرطان . تم تنفيذ هذا العمل بموجب عقد من قبل علماء المعلومات الحيوية والمطورين من SRA International، Inc. ومع ذلك لم يستضيف مركز تنسيق البيانات بيانات التسلسل الأولية. كان مركز علوم الجينوم السرطاني (CGHub) التابع للمعهد القومي للسرطان هو المستودع الآمن للتخزين والفهرسة والوصول إلى البيانات المتعلقة بالتسلسل. تم تنفيذ هذا العمل من قبل العلماء والموظفين في جامعة كاليفورنيا ، ومعهد سانتا كروز لعلم الجينوم. منذ عام 2017 تم نقل جميع أنواع البيانات إلى مركز بيانات الجينوم التابع للمعهد القومي للسرطان NCI.

## مراكز تحليل بيانات الجينوم
كانت سبعة مراكز لتحليل بيانات الجينوم (GDACs) الممولة من قبل NCI / NHGRI مسؤولة عن تكامل البيانات عبر جميع مراكز التوصيف والتسلسل بالإضافة إلى التفسير البيولوجي لبيانات أطلس جينوم السرطان . تضمنت GDACs معهد برود ، وجامعة نورث كارولينا ، و جامعة أوريغون للصحة والعلوم ، وجامعة كاليفورنيا ، سانتا كروز ، و مركز إم دي أندرسون للسرطان ، ومركز ميموريال سلون كيترينج للسرطان ، ومعهد بيولوجيا الأنظمة. عملت GDACs السبعة معًا لتطوير شبكة متكاملة لتحليل البيانات.

## أنواع السرطان المختارة للدراسة
تم إنشاء قائمة أولية بالأورام لدراستها في أطلس جينوم السرطان TCGA من خلال تجميع إحصائيات الحدوث والشفاء والبقاء على قيد الحياة من موقع SEER Cancer Statistic على الويب. بالإضافة إلى ذلك تم أخذ "معيار الرعاية" الحالي في الولايات المتحدة في الاعتبار عند اختيار ال 25 نوعًا الرئسة من الأورام ، حيث كان أطلس جينوم السرطان يستهدف أنواع الأورام حيث كان الاستئصال قبل العلاج المساعد هو معيار الرعاية. لعب توافر العينات أيضًا دورًا مهمًا في تحديد أنواع الأورام التي يجب دراستها والترتيب الذي بدأت به مشاريع الأورام ؛ كلما كان نوع السرطان الأكثر شيوعًا قد سهل تجميع العينات بسرعة للدراسة. أدى ذلك إلى ظهور أنواع أورام شائعة، مثل سرطان القولون ، والرئة ، والثدي ، لتصبح أول أنواع الأورام التي دخلت في المشروع، قبل أنواع الأورام النادرة.
تضمنت أنواع السرطان المختارة للدراسة بواسطة أطلس جينوم السرطان ما يلي: سرطان الخلايا الحرشفية في الرئة ، و سرطان الكلى الحليمي الكلوي ، و سرطان خلايا الكلى الصافية ،و سرطان أقنية الثدي ، و سرطان الخلايا الكلوية ، و سرطان عنق الرحم (الحرشفية) ، و سرطان القولون الغدي ، و سرطانة المعدة ، و سرطان المستقيم ، و سرطان الخلايا الكبدية ، و سرطان الخلايا الحرشفية في الرأس والرقبة (عن طريق الفم) ، و سرطان الغدة الدرقية ، و سرطان الظهارة البولية في المثانة - جسم الرحم غير الحليمي (سرطان بطانة الرحم) ، سرطان الغدة البنكرياس القنوي ، ابيضاض الدم النخاعي الحاد ، و سرطان البروستاتا الغدي ، و سرطان الغدة الرئوية ، و سرطان الجلد ، و سرطان مفصص الثدي وورم دبقي منخفض الدرجة ، و سرطان المريء ، و  سرطان المبيض المصلي ، و  سرطان الخلايا الحرشفية في الرئة ، و سرطان قشر الكظر ، و ورم الغدد الليمفاوية B- الخلايا الكبيرة المنتشرة ، و ورم المستقتمات وورم القواتم ، سرطان القنوات الصفراوية ، و سرطان الرحم ، و سرطان الجلد العنبي ، و ورم الغدة الصعترية ، و الساركوما ، و ورم الظهارة المتوسطة ، و الخصية سرطان الخلايا الجرثومية.
بدأت أطلس جينوم السرطان في تجميع عينات لجميع أنواع الأورام هذه في وقت واحد. تم إدخال أنواع الورم مع معظم العينات المجمعة في خطوط التوصيف أولاً. تم إدخال أنواع الأورام النادرة التي كان من الصعب تجميعها وأنواع الأورام التي لم تتمكن مجموعة المشاركين في أطلس جينوم السرطان من تحديد مصدر عينات عالية الجودة لها في خطوط إنتاج هذا الأطلس في السنة الثانية من المشروع. أعطى هذا لمكتب برنامج أطلس جينوم السرطان وقتًا إضافيًا لتجميع عينات كافية للمشروع.
تم تطوير أطلس جينوم السرطان TCGA وأطلس خلايا تكوين عضوية الفأر (MOCA) بواسطة التعلم الآلي والتعلم العميق للمقارنة والعثور على الارتباط بين السرطان و الخلايا الجنينية في وقت مبكر لتطور الخلايا و التمايز. تم تطبيقها أيضًا لتمييز التغييرات في أنماط التعبير الجيني بين أنواع مختلفة من الأورام من مصدر غير معروف.

### المنشورات العلمية TCGA Publications
(أنظر النسخة الإنكليزية)

## اقرأ أيضا
- أطلس البروتين البشري
- أطلس التعبير